# Minami-Asagaya (metropolitana di Tokyo)
Minami-Asagaya (南阿佐ケ谷駅?, Minami-Asagaya-eki) è una stazione della metropolitana di Tokyo e si trova nel quartiere di Nakano a Tokyo. Essa serve la linea Marunouchi della Tokyo Metro.

## Stazioni adiacenti
| «                | Servizio         | »                |
| Linea Marunouchi | Linea Marunouchi | Linea Marunouchi |
| ---------------- | ---------------- | ---------------- |
| Ogikubo          | Linea principale | Shin-Kōenji      |